# Héloïse d'Ormesson
Pour les articles homonymes, voir Ormesson.
Pour les autres membres de la famille, voir Famille Lefèvre d'Ormesson.
Héloïse d'Ormesson, née le 10 octobre 1962 à Neuilly-sur-Seine, est une éditrice française, fondatrice de la maison d'édition qui porte son nom.

## Biographie

### Famille
Héloïse Hélène Simone Lefèvre d'Ormesson est née le 10 octobre 1962 à Neuilly-sur-Seine,, fille unique du mariage de Jean d'Ormesson et de Françoise Béghin.
Son père écrira dans l'avant-propos de son ouvrage Odeur du temps publié en 2007 : « Ce que j’ai fait de mieux dans ma vie c’est ma fille, je suis plus fier d’elle que de moi ».
Elle a été pendant quatorze ans la compagne de Manuel Carcassonne avec qui elle a eu une fille, Marie-Sarah. Elle vit depuis avec Gilles Cohen-Solal, rencontré en 1987 chez Robert Laffont où il était représentant commercial et avec qui elle créera sa propre maison,.

### Vie professionnelle
Née dans le monde du livre, elle se passionne vite pour la littérature et l’édition. Elle part aux États-Unis, où — après avoir achevé ses études de lettres et obtenu un master de littérature comparée à l'université de Yale — elle fait son apprentissage et ses débuts. Elle rentre ensuite en France, travaille chez Laffont pour la collection Bouquins, puis neuf ans chez Flammarion engagée par Françoise Verny, puis chez Denoël où Antoine Gallimard lui confie un poste d'éditrice en 1999.
En 2004, elle fonde sa propre maison d’édition avec son compagnon Gilles Cohen-Solal (ancien représentant chez Laffont). Dans un premier temps, elle fait le choix de ne pas travailler avec son père afin de se faire son propre nom et mène donc sa vie d’éditeur. Le premier livre a été publié en 2005. Par la suite, elle publiera aussi des œuvres de son père.

### Décorations
Le 11 juillet 2008, Héloïse d'Ormesson est nommée au grade de chevalier dans l'ordre national de la Légion d'honneur au titre d'« éditrice ; 23 ans d'activités professionnelles ».
Elle est nommée au grade de chevalier dans l'ordre des Arts et des Lettres.[réf. nécessaire]

## Maison d'édition

### Présentation
Le 3 novembre 2004, elle réalise son rêve d'enfance en créant boulevard Saint-Michel à Paris une maison d’édition à laquelle elle donne son nom, malgré l'hostilité de son père qui lui déclare « C’est mon nom, hors de question que tu t’en serves ! ».
Dix ans plus tard, la maison déclarait un effectif de dix à dix-neuf personnes. Héloïse d’Ormesson en est la présidente tandis que Gilles Cohen-Solal occupe les postes de secrétaire général et directeur commercial.
La politique de l'entreprise est de « publier moins pour publier mieux » ; les fondateurs ont donc choisi de rester une petite maison d’édition et d’avoir une publication stable (une vingtaine de livres produits par an depuis 2005),.
En 2018, la maison est rachetée par le groupe Editis, mais l'éditrice assure conserver son indépendance éditoriale. Cependant, le groupe passe quasi-simultanément des mains du groupe international espagnol Grupo Planeta à celles de Vivendi,.

### Publications
L'objectif de la maison est de publier de la littérature française et étrangère et de découvrir de nouveaux auteurs. Héloïse d’Ormesson voulait aussi publier des livres « à l'anglo-saxonne », c'est-à-dire avec beaucoup de promotions en librairie, de la publicité et une image graphique forte,.
Depuis la création ont été publiés plus d'une soixantaine de livres avec une grande variété de thèmes — histoire d'amour, histoire d'un juif, histoire d'un SDF au Louvre, aventure, écologie…
La maison a reçu plusieurs prix, notamment avec Le Faiseur d’Anges de Stefan Brijs, qui a obtenu le prix des lecteurs 2010 des littératures européennes Cognac, et Légende d'un dormeur éveillé de Gaëlle Nohant, Prix des libraires 2018.

### Quelques auteurs
- Isabelle Alonso
- Benazir Bhutto
- Emmanuelle de Boysson
- Stefan Brijs
- Augusten Burroughs
- Anne Calife
- Giulia Carcasi
- Bernard Chenez
- Harold Cobert
- Abha Dawesar
- Catherine Delors
- Ceridwen Dovey
- Dominique Dyens
- Christine Eddie
- Lucía Etxebarria
- Georges Frêche
- Lionel Froissart
- Arnon Grunberg
- Tony Judt
- Philippe Langenieux-Villard
- Catherine Locandro
- Damien Luce
- Wangari Maathai
- Héléna Marienské
- Vonne van der Meer
- Jean-Marie de Morant
- Gaëlle Nohant
- Jean d'Ormesson
- Pierre Pelot
- Diane Peylin
- Corinne Roche
- Tatiana de Rosnay
- Marcus du Sautoy
- Marcela Serrano
- Gérald Tenenbaum
- Émilie de Turckheim

## Pour approfondir